# Acropogon chalopiniae
Acropogon chalopiniae är en malvaväxtart som beskrevs av Philippe Morat. Acropogon chalopiniae ingår i släktet Acropogon och familjen malvaväxter. Inga underarter finns listade i Catalogue of Life.